# Pedro Vives Vich
Pedro Vives Vich (Igualada, 20 de enero de 1858 - Madrid, 9 de marzo de 1938) fue un ingeniero militar (desde 1878) y principal pionero de la aerostación y la aviación, militar y civil, española. Primer español que voló en avión (1909). Fundador y primer Jefe de la Fuerza Aérea Española (nace en 1913, a instancias y bajo el mando de Vives, como Sección de Aviación del Servicio de Aeronáutica Militar, de Ingenieros Militares, dirigido por él desde 1896). Ministro de Fomento u Obras Públicas (desde 1923). Catalán ejerciente, alimentado culturalmente desde las fuentes de la Renaixença y la tradición industrial textil catalana, y a la vez integrador y conciliador de las diferentes nacionalidades de España y leal servidor del interés general del estado; liberal, regeneracionista práctico, culto enciclopédico y, ante todo, dejó en el primer tercio del siglo XX una ingente y polifacética obra técnica para el inicio de la aviación española y para la modernización de las obras públicas del Estado.

## Vives en la historia de España y Cataluña del siglo XX

### Principal pionero de la aviación española
Para la introducción, militar y civil, en España del principal nuevo ingenio técnico de su época, las aeronaves, los globos, dirigibles y aviones (a las que Juan de la Cierva, otro español, añadió el autogiro o helicóptero), trabajó, de un lado, como pionero ingeniero investigador, diseñador, constructor y experimentador en vuelo de nuevos modelos o prototipos y formador de los primeros aeróstatas y aviadores; por otro lado, puso las bases para alumbrar en España una nueva industria, la de aviación, que fructificará en CASA (Construcciones Aeronáuticas S.A.), un nuevo medio de comunicación, las Líneas Aéreas Españolas, y el acceso privado al pilotaje y la tenencia de aviones, el Real Aero Club de España y sus ramificaciones.

### Ministro de Fomento e infatigable creador de Obras Públicas
En Obras Públicas, ámbito en el que fue ministro de Fomento (u Obras Públicas), desde 1923, y presidente de la catalana Confederación Hidrográfica del Pirineo Oriental, poco después, diseñó personalmente, promovió y ejecutó actuaciones de obra pública conformantes de lo que todavía hoy constituye la red principal de carreteras y líneas de ferrocarril del Estado español (y del norte de Marruecos que fue Protectorado Español).

### Militar-ingeniero y estratega del fin de la 2.ª Guerra de Marruecos.
En su actuación estrictamente militar (llegó a general de división), además de ser el padre de la Aerostación Militar y del Servicio de Aviación (el Ejército del Aire no se crearía hasta 1939), fue autor de una ingente obra arquitectónica: la edificación de numerosas fortificaciones e instalaciones militares en todo el Estado español y el Protectorado de Marruecos. De nuevo saltó bajo los ojos de la prensa, jugó un destacadísimo papel en la Segunda Guerra de África o del Rif en 2 aspectos: en el exitoso empleo en combate de la aviación, como gran novedad militar, y en la formulación y defensa, ante la oposición del gobierno de Alcalá Zamora, de la estrategia militar y política que finalmente, con el desembarco de Alhucemas, en 1925, sería el principio del fin de la Guerra del Rif, una sangría de españoles que consternaba a Vives.

### Catalán ejerciente como el más civil de los militares y el más militar de los civiles
Calificado por la prensa española de su época como "...el más civil de los militares y el más militar de los civiles ...", Pedro Vives Vich fue un catalán ejerciente, próximo a la Renaixença, integrado en la cultura catalana y a la vez fiel servidor de los intereses generales del Estado español; escritor indistintamente en catalán y castellano; liberal, enciclopédico y poseedor de fuertes convicciones sociales (promovió el Ateneo Obrero de Igualada).

### Regeneracionista español postergado por el franquismo
Su relevante papel en la historia del primer tercio del siglo XX de España, es el de ser unos principales ejecutores prácticos del regeneracionismo, formulado ideológicamente por Joaquín Costa, Krause o Giner de los Ríos, con el objeto de empujar el desarrollo del país, bajo una crisis moral y económica tras la pérdida de Cuba, y colocarla, al menos en su especialidad técnica de las aeronaves, entre las primeras potencias del mundo. Se le considera (ver hemeroteca de La Vanguardia) como representante de la reacción desde Cataluña (y el resto del norte de España) a esa pérdida de Cuba: caracterizada por una actitud laboriosa, abierta al exterior, modernizante, como contrapunto a la respuesta, de deprimida parálisis, ensimismamiento tradicional castellanizante y aislamiento internacional de España, que ofreció la generación del 98 al resto de España.
La importancia histórica para España y, en particular para Cataluña, del papel de Vives, fue postergada por la dictadura franquista a la vez que realzaba el papel en la creación de la aviación española de subalternos o ayudantes de este, llegados a la aviación bajo las órdenes y con la formación recibida de Vives, pero que participaron de la sublevación militar (golpe de Estado) de 1936 y tuvieron cargos relevantes en el ejército franquista. La nueva democracia española nacida en 1978 y en particular su nuevo Ejército del Aire (con su escaparate histórico principal, el Museo del Aire), le han devuelto su papel como legítimo e indiscutible fundador de las Fuerzas Aéreas Españolas y gran regeneracionista español, sin perjuicio del papel indiscutible de otros muchos pioneros de la aviación española.

## Biografía

### Orígenes
Nace el 20 de enero de 1858, en el seno de una familia representativa de la nueva burguesía industrial catalana cuya tradición en la fabricación industrial se remontaba a los orígenes en Cataluña, en la segunda mitad del siglo XVIII, de esa actividad económica.
Cuando nace Vives en Igualada (Barcelona), en cuyo colegio de Escolapios hizo sus primeros estudios, la industria textil de esta ciudad estaba en crisis por sus dificultades para utilizar la moderna y rentable maquinaria textil (movida por vapor con carbón o por gran caudal hidráulico) a causa de su situación alejada de un puerto de mar de entrada del carbón, lo que encarecía el coste de este, unida al escaso caudal y la sobre explotación del Noya, su principal curso de agua.
Los industriales de Igualada, para sobrevivir, tuvieron que trasladar su industria junto al puerto de Barcelona o al entorno de Manresa, junto a los ríos Llobregat o Cardoner. Los Vives trasladaron junto a este último río su fábrica de hilatura, que suministraba hilo a la textil que mantuvieron en Igualada. Por ello, Vives se trasladó a Manresa y allí, en su colegio de jesuitas, finalizó brillantemente el bachillerato. Era una época, la de la Tercera Guerra Carlista, en la que la vida cotidiana de esa estratégica ciudad la presidía la vida militar de su importante acuartelamiento liberal, cuando no era ocupada por partidas carlistas radicadas en Olot. Los biógrafos de Vives, adivinan en ese ambiente militarizado la única causa plausible de la vocación militar de Vives.

### Ingeniero militar
Está fuera de dudas que la tradición fabril de la familia de Vives despertó en él una pronta vocación técnica como ingeniero general, es decir, comprendiendo todas las especialidades de ingeniería existentes entonces. La Academia militar de Ingenieros de Guadalajara, era entonces el único centro de enseñanza superior de ingeniería existente en España y, por ello (unido, en su caso, a la referida vocación militar que carecía de antecedentes en su familia) y a pesar de expresarse con un castellano catalanizado superpuesto a su catalán materno (lo que le que acarrearía no pocos problemas en la Academia), a los 17 años Vives se matriculó en ese centro por decisión propia. Perfeccionó totalmente su castellano a marchas forzadas y, en 1878 y con 20 años, culminó su carrera (con el despacho de teniente) condecorado con las Cruces al Mérito Militar y de Isabel la Católica por su alta exigencia en el estudio.

### Primeros años de trabajo
Recién salido de la Academia y destinado en el Ejército del Norte, a pesar de su corta edad y a la vista de su valía es seleccionado como miembro de la comisión militar española que asistirá a la Exposición Internacional de París de 1878 para estudiar las novedades técnicas mundiales incorporables a la ingeniería militar. Desde entonces, será una constante de Vives su permanente puesta al día en las últimas novedades técnicas militares mundiales y la aplicación de estas en su ámbito de actuación directa.
Entre ese año y 1880, cuando asciende a capitán en el Ejército del Norte, realiza diversas obras de fortificaciones en Canfranc (Coll de Ladrones) -Aragón-, Jaca (Rapitán) -Aragón- y en Navarra. En 1880, en la fase de la guerra de Cuba conocida como Guerra Chiquita (1879-1880), solicita destino a esta isla. Acabada esa contienda, obtiene permiso para conocer de primera mano y durante 8 meses (con centro en San Francisco y Boston) las novedades técnicas de la ya descollante industria de Estados Unidos. Desde allí envía a la revista Memorial de Ingenieros su ensayo Tranvías movidos por cables subterráneos y colabora (monta el estand de la artillería militar) del pabellón español de la Exposición Internacional de Boston de 1880, de la cual aporta a España extensa información. 
A pesar de ser su vocación principal la técnica, desde su juventud Vives cultivó un amplio abanico de intereses intelectuales combinados con un mesurado espíritu de aventura y descubrimiento, muy acorde al romanticismo de su época. Gracias a ello, a la investigación y a la propia experimentación, sentó los cimientos de una visión enciclopédica y universal de la realidad que trascendía a la mera ingeniería. Ello explica por qué durante su larga vida activa pudo desempeñar gran diversidad de cometidos relevantes y abordarlos desde múltiples perspectivas. También explica su excelente relación con los distintos territorios españoles o extranjeros en los que intervino y el hecho de que en el caso particular de Cataluña (en cuyas raíces siempre estuvo inmerso) y a pesar de actuar en ella como representante de la administración central española, conciliara magistralmente el respeto a las diferencias entre la realidad catalana y las del resto de España, en aras de una eficaz y fructífera colaboración recíproca e integradora entre Madrid-centro del Estado español y la administración pública y la sociedad catalanas.
Conforme a esa visión enciclopedista, universal e integradora, en el año 1881, vemos a Vives, de 27 años y capitán, simultaneando la defensa de la españolidad de Cuba (seguía destinado en ella) con su activa participación como socio de la Associació d'Excursions Catalana, entidad creada el año 1874 y originadora en 1890 del Centre Excursionista de Catalunya (CEC), 2 instituciones próximas a la Renaixença catalana y plenamente activas en la defensa de la cultura catalana (por ejemplo, el CEC acogía las clases de catalán de Pompeu Fabra, normalizador de esta lengua y amigo de Vives). En efecto, ese año Vives publica en el prestigioso Anuari de la Associació d'Excursions Catalana un extenso cuaderno de viaje, "Una visita al monastir de la Oliva", en el que el militar e ingeniero catalán, convertido en romántico y culto viajero (o aventurero decimonónico), descubre y describe ese monasterio navarro (desamortizado y abandonado), su paisaje y su arte, con profunda capacidad de observación y rigor técnico y con magnífica narrativa literaria expresada en impecable catalán prefabriano.
Regresa de Cuba en 1884 y entre este año y 1896, Vives diversifica sus actividades entre el trazado de nuevas carreteras de montaña; obras de fortificaciones militares; creación, en Málaga, del Palomar Militar, principal elemento entonces para las comunicaciones militares de campaña (lo que le valió la Cruz al Mérito Militar con distintivo blanco); participa en las campañas de Melilla de 1893; y diseña un modelo revolucionario de pabellón militar de campaña, prefabricado. Este invento arquitectónico fue pieza clave para la rápida edificación (incluso bajo fuego enemigo) de las instalaciones militares durante la guerra del Rif.

### Pionero mundial del aire
En 1896, Vives, como comandante, se hace cargo del nuevo Servicio de Aerostación Militar española, iniciando su actividad práctica en el naciente mundo de la navegación aérea, que ya venía estudiando científicamente desde su estancia en Estados Unidos.
Durante su etapa como jefe de la Aerostación, este servicio creció incesante y autónomamente, gracias al equipo humano, de militares científicos y a la vez aventureros, que seleccionó Vives y a los que transmitió su primera formación aeronáutica. Estos primeros aeronautas de Vives resolvieron por sus propios medios toda la problemática que suponía volar globos, cautivos y libres, dirigibles y luego los primeros aviones. Eran autosuficientes y por ello diseñaban y construían sus propias aeronaves, si no mejoraban otras adquiridas, a la vez que experimentaban personal y posteriormente su comportamiento en vuelo (haciendo constar por escrito todos los detalles de cada vuelo, que con harta frecuencia acababan en tierra con lesiones o muertes).
Investigaban y construían los distintos materiales y piezas de la aeronave, los gases de masa inferior a la del aire que emplearían para volar, los equipamientos personales, ropa e instrumentos de respiración en alturas extremas, los sistemas de transporte en tierra de la aeronave, el comportamiento de los meteoros atmosféricos durante el vuelo y los sistemas de orientación y comunicación (en el que las palomas mensajeras, que adiestraban, todavía jugaban un papel insustituible). Los aeronautas de Vives fueron los primeros españoles que aprendieron a volar y lo hicieron gracias a su experimentación personal y siguiendo el ejemplo de Vives, quien, tras asumir todo tipo de riesgos y varias caídas a tierra, dejó las primeras normas escritas en la técnica de vuelo.
Dirigió la construcción de nuevas aeronaves, siempre bajo la atenta mirada de la prensa, que hacía portada de diarios y revistas a sus continuos éxitos tecnológicos. A instancia de Vives, el 2 de abril de 1910, una Orden Ministerial ordena el estudio por parte de Servicio de Aerostación del tipo de aeroplano más conveniente para ser incorporardo a las Fuerzas Armadas Españolas. Los elegidos por el Servicio de Vives fueron los Farman y, para recibirlos en febrero de 1911, se crea el primer aeropuerto español, el de Cuatro Vientos, a la vez que se forma la primera escuadra de combate aéreo española. Era la prehistoria de la aviación militar española.

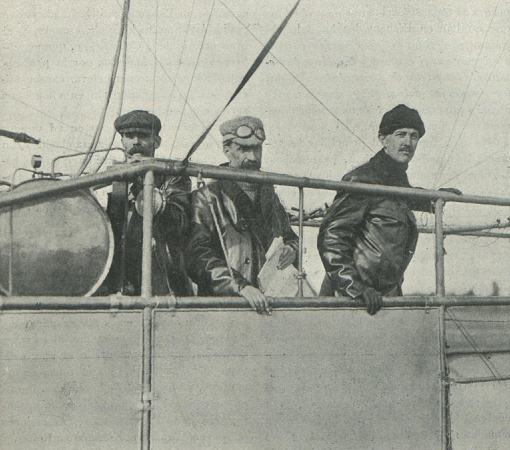
Los Sres. Airault, coronel Vives y capitán Kindelan (de izquierda á derecha), pilotando el dirigible « España» en 1909

El año 1904 era teniente coronel y en 1907 fue nombrado coronel. En 1909 estrenaba el dirigible "España" por el cielo de Madrid, lo que representó un gran avance en la conquista del aire en España.
Vives continuó trabajando para hacer de España un país con aviación militar y, con base en sus nuevos informes auxiliado por Kindelán, un Real Decreto de 28 de febrero de 1913 crea el Servicio de Aeronáutica Militar, a su mando, adscrito al Cuerpo de Ingenieros Militares y estructurado en 2 secciones: la ya veterana de Aerostación Militar, nacida en 1886 y dirigida desde entonces por Vives, y la nueva de Aviación. La fecha de ese R.D. debe considerarse cabalmente como el genuino inicio de la historia del Ejército del Aire español puesto que ese R.D. crea el primer órgano militar que reconoce la incorporación a las fuerzas armadas de la aviación y hace posible que, al poco tiempo y dada la importancia que adquirió aquella en su eficaz papel militar real, esa Aviación Militar incipiente fuera reconocida como autónoma respecto del Cuerpo de Ingenieros del Ejército de Tierra para pasar a ser uno de los tres Ejércitos de España, el del Aire, en parangón con los veteranos Ejércitos de Tierra y Mar.
Fueron principales preocupaciones de Vives la formación de pilotos, observadores y otros tipos de personal cualificado en aviación militar y civil, el impulso de una nueva industria nacional fabricante de aviones, incluidos nuevos motores españoles aptos por estos, y mantener al personal aviador del Ejército en plena forma. Lamentablemente, en 1915 fue víctima de una conspiración y destituido de sus cargos en aviación, aunque nunca perdió su influencia en el desarrollo de la Aviación, civil o militar, española.
Es nombrado jefe de los ingenieros militares en Cataluña, de donde es trasladado a Ceuta en 1917, donde asciende a general de brigada por méritos de guerra, quedando bajo su mando todos los servicios del Cuerpo de Ingenieros en Marruecos. Estos, durante su dirección, ejecutaron un ambicioso plan de obras públicas civiles, nuevas carreteras y ferrocarriles, entre otras, y de aeropuertos y fortificaciones militares.

### Inspirador del fin de la Guerra de Marruecos: cortar una sangría de españoles
Asciende a general de división en 1921, el año del desastre de Annual, y en julio de 1922 es nombrado gobernador militar de Cartagena y, poco después, ccapitán general de Melilla, el puesto militar de mayor relevancia en la guerra del Rif puesto que esa jurisdicción militar cubría casi todo el territorio del Rif, caballo entre los actuales Argelia y Marruecos, el escenario de esa guerra. Melilla era entonces la plaza militar española más estratégica, máxime cuando su futuro español estaba seriamente comprometido ante el imparable avance de Abd'el-Krim, gran estratega y líder de las cabilas rifeñas para hacer del Rif una república independiente.
Ese nombramiento de Vives por el gobierno de Alcalá-Zamora obedecía al propósito de resolver la difícil coyuntura que atravesaba España en la guerra del Rif contando con un militar de alto prestigio, en el Ejército y popularmente. Vives, por su eficiencia y modernidad técnica e incorruptibilidad, era considerado por la prensa como "...el más civil de los militares y el más militar de los civiles ... [una persona] siempre atenta a su ciencia, en la que brilla como el que más ... [que] jamás hizo política, ni grande ni chica ... [y con] prestigio máximo en lo profesional, como en lo ético y moral...", tal y como editó El Telegrama del Rif, el diario de Melilla, para celebrar su llegada a la ciudad. Con la llegada de Vives a Melilla, la opinión pública española esperaba poner fin al largo y trágico conflicto que supuso la Guerra del Rif.
Vives no pudo conseguir ese objetivo, aunque estuvo a punto de hacerlo, por la continua paralización política por el Gobierno de sus planes militares (cortar los suministros de armas a los rifeños, impedir su fortificación y reconquistar todo el territorio con el apoyo de la aviación y la alta moral que infundió a las tropas), los mismos que adoptó como propios su sucesor en el mando, el general Martínez Anido (también dimitió por no dejársele ejecutarlos).
El Gobierno de Alcalá-Zamora seguía la estrategia político-militar de "no avanzar ni variar nada" militarmente, hiciera lo que hiciera Abd'el-Krim", y tratar de resolver el conflicto negociando políticamente, lo que fue aprovechado por aquél para reforzarse territorial, política y militarmente. Ante las reticencias del Gobierno español a su plan, el "plan Vives", el general catalán pidió su dimisión, que le fue admitida, para retornar a su anterior destino en Cartagena.
Dejó la dirección militar del escenario de la guerra el 2 de junio 1923, a pesar de que, mediante escrito dirigido al Presidente de Gobierno, las principales instituciones civiles melillenses intentaron que no dejara ese mando habida cuenta "...las extraordinarias dotes que concurren en el general Vives, que son garantía de nuestra tranquilidad..." y pidieron que se le dejara ejercerlo "...con la amplitud de facultades que el éxito de su gestión y la trascendencia de la responsabilidad exigen." No obstante, la semilla estratégica sembrada por Vives fructificó rápidamente entre un conjunto de altos mandos militares de gran prestigio popular y también descontentos con lo que consideraban una incomprensible política militar seguida en el Protectorado de Marruecos por los políticos de Madrid, Gobierno y Corte.
Ese descontento lo aglutinó y canalizó un amigo y compañero de Vives, el general Primo de Rivera, quien, finalmente y ante ese estado de las cosas africanas, se sublevó en Barcelona el 13 de septiembre de 1923, para ser llamado 2 días después por el propio Alfonso XIII para formar Gobierno, como Directorio Militar. Una vez reorientada la resolución del conflicto rifeño conforme a los planes de Vives, en 1925, Primo de Rivera, en coordinación con las tropas aportadas por Francia, consiguió la derrota final de Abd'el-Krim en la batalla de Alhucemas (difícil desembarco naval, el primero mundial con éxito en la Edad Contemporánea gracias a la acertada combinación de la aviación militar, creada y siempre seguida por Vives, con las fuerzas terrestres y navales hispano-francesas).

### Ministro de Fomento: regenerar España
En 1923 y atendiendo a su profesión principal, la de ingeniero (militar y civil, en numerosas especialidades), es nombrado subsecretario del Ministerio de Fomento del Directorio formado por Primo de Rivera, cargo equivalente al de Ministro de Gobierno puesto que en la primera época de ese gobierno los responsables de las habituales carteras ministeriales fueron denominados subsecretarios, en vez de ministros. Como Ministro (subsecretario) de Fomento y con su habitual dedicación entusiasta al trabajo para regenerar España, Vives inicia un ambicioso plan de Obras Públicas que comprendía la planificación de todas las que pasaron a ser (y siguen siendo) las principales carreteras y líneas de ferrocarriles de la red Nacional española, pantanos (como el de La Peña, en Aragón), traídas de agua a localidades, estaciones de ferrocarril (como la de Canfranc, en Aragón), etc.
No obstante y desde Madrid, Vives nunca olvidó Igualada, su ciudad natal. Consiguió la ampliación de su escaso término municipal, para dotar al municipio de mayor extensión para su desarrollo agrícola e industrial. Recibió el título de presidente de honor del Ateneo Obrero de Igualada, del que fue uno sus creadores, una institución nacida desde la doctrina social de la Rerum Novarum de León XIII y centrada en dar acceso a la cultura y a la formación profesional, en textil, fundamentalmente, a todas las clases sociales de Igualada. Su papel fue clave para el desarrollo de la industria textil y la disminución de las desigualdades sociales de la localidad. Durante este período hizo dos visitas a Igualada la última de las cuales, en 1925, fue nombrado hijo predilecto de la ciudad y se dio su nombre a un tramo de la Rambla (con posterioridad se le dedicó un monumento).
A la vez, proliferaban por toda España (Madrid, Guadalajara, Huesca, Lérida, Tarifa, Barcelona, etc.) calles y plazas dedicadas al general Vives en reconocimiento a sus aportaciones en la mejora de las infraestructuras públicas de numerosas localidades y comarcas. En su territorio originario, Cataluña, cabe citar: en Barcelona y su entorno, la complicada traída de aguas al Eixample de Cerdá, amigo y compañero como ingeniero militar de Vives, y a todos los pueblos de las laderas del Tibidabo -Gracia, Tres Torres, Sarriá, etc.-; en el valle de Arán, rompe su incomunicación con el resto de España, iniciando el túnel y la carretera que, desde este y a través del río Isábena, Graus y Benabarre, uniría Viella con Lérida. La diversidad de la tipología de las obras públicas nacidas de la mano de Vives es enorme. Un buen ejemplo de ello fue la conversión en Zaragoza de un erial preexistente en un hermosísimo parque municipal, de grandes dimensiones y de inspiración clásica francesa, hoy denominado Parque Grande o de José Antonio Labordeta, antes de Primo de Rivera (conservando la referencia, no a Vives, su promotor, sino al jefe del gobierno del que aquel formaba parte).

### Retorno a Cataluña y retiro
En 1929, Vives cesa como subsecretario del Ministerio de Fomento y retorna a Cataluña, su tierra natal. Ese mismo año es elegido presidente de la Confederación Hidrográfica del Pirineo Oriental, con aguas totalmente dentro del territorio de Cataluña, por su prestigio en la sociedad catalana (en esa época las Confederaciones Hidrográficas, conforme a la Ley de Aguas, de Costa, eran instituciones cuya Asamblea General, formada por representantes de las Comunidades de Regantes y ciudades abastecidas en su cuenca de aguas, elegía democráticamente a su presidente).
Al inicio de la II República, y dada su avanzada edad, declina la firme oferta a ser propuesto como presidente del Parlamento de Cataluña que le formula el entorno de Estat Catalá y Esquerra Republicana de Cataluña. Con Francesc Macià, excompañero de Vives en el Arma de Ingenieros militares y elegido entonces presidente de la Generalidad, le unía larga amistad desde su juventud en el entorno cultural de la Renaixença.
El inicio de la guerra civil española, en 1936, le encuentra retirado en Azuqueca de Henares y dedicado a las tareas agrícolas en las tierras de su esposa, Inocencia Camino, de Alcalá de Henares, a la que conoció de cadete en la Escuela de Ingenieros de Guadalajara. A pesar de sus ideas reformistas y sociales y gracias a la ayuda de un socialista de Azuqueca, pudo librarse de un horno de cal donde pretendían asesinarle dentro de la confusión y violencia social inicial que supuso el golpe militar de Francisco Franco. Ese mismo verano obtiene refugio político en la Embajada de Noruega, con cuyo gobierno mantenía una excelente relación. donde falleció en 1938.

### La memoria de Vives postergada por el franquismo.

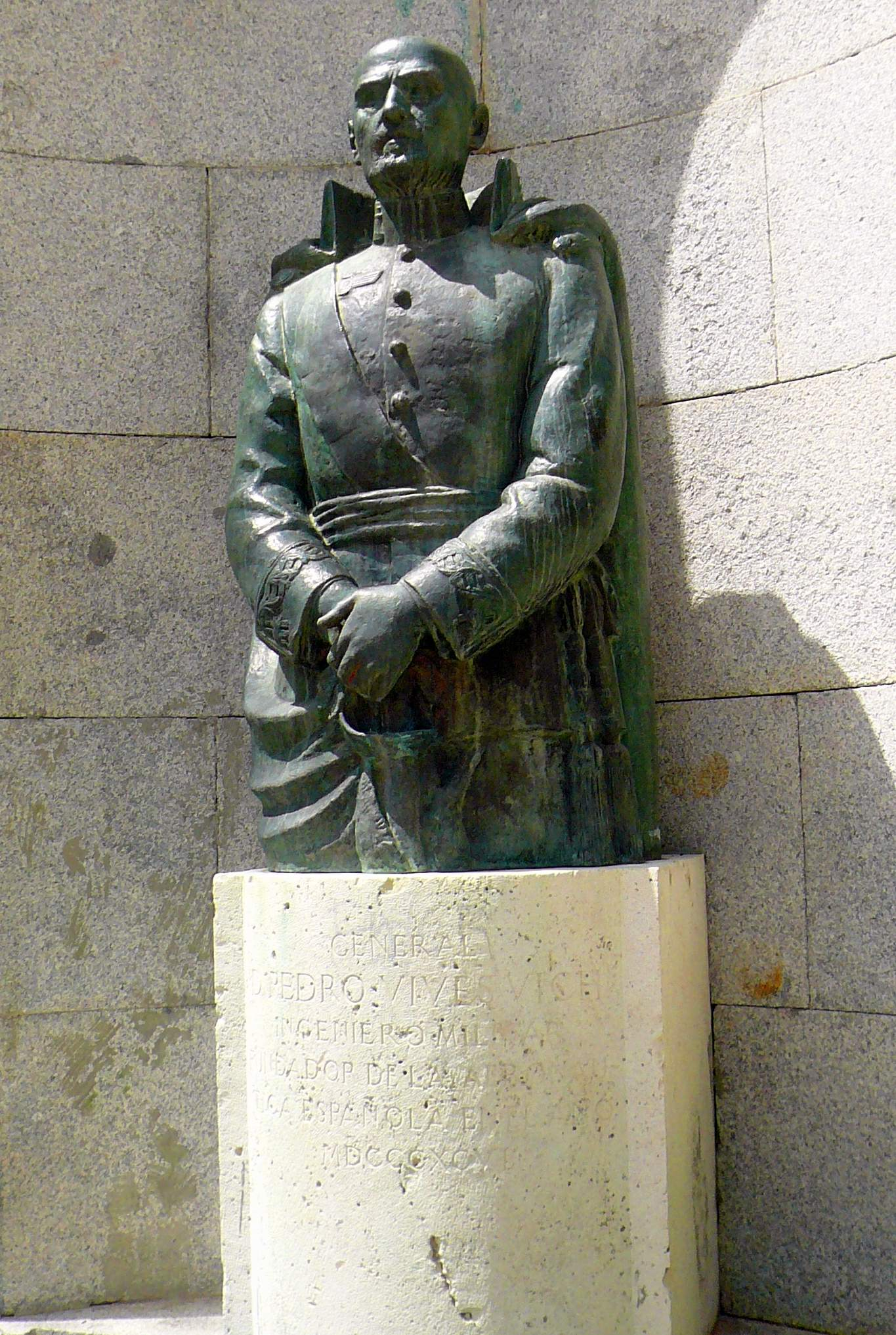
Monumento al general en el Parque de la Concordia de Guadalajara

La importancia histórica para España y, en particular para Cataluña, del papel de Vives, como creador del Ejército del Aire español y de la industria y el uso civil de la aviación, regenerador de España y protagonista del fin de la guerra del Rif, fue minimizada, cuando no marginada, durante la dictadura franquista por varias causas: Vives combatió en la rifeña guerra de África, pero no fue un militar africanista, como Francisco Franco y sus principales jefes militares colaboradores; Vives no participó, y nunca habría participado de no ser un anciano retirado en la agricultura cuando se produjo, en el violento golpe de estado franquista, porque ante todo era un ingeniero, un técnico creador de ingenios militares, pero que nunca empleó personalmente un arma; Vives no vivió durante la dictadura franquista, ya había fallecido, lo que sí hicieron sus subordinados en la aventura de la creación de la aviación militar que no fueron fieles a la República en 1936, los cuales ascendieron y ocuparon cargos militares relevantes, desde los cuales se realzó su papel en la historia de los orígenes de la aviación militar española, situándolos como iguales o superiores al de Vives.
Finalizada esa época, el Ejército del Aire español y, en particular, su Museo del Aire, le han devuelto su papel como legítimo e indiscutible fundador de las Fuerzas Aéreas Españolas.

## Homenajes
Igualada le ha dedicado un monumento en el paseo de Verdaguer, y ha dado su nombre a un instituto de enseñanza media, al aeródromo, a una de las ramblas y a un pasaje. También se erigió un monumento en el Museo de Aeronáutica y Astronáutica de España en Cuatro Vientos. En Alcalá de Henares tiene una calle dedicada a su nombre, en recuerdo de su vinculación con la ciudad y como promotor del aeródromo complutense, así como de la Escuela de Vuelo y Combate allí establecida. En 1980, se emitió en España un sello con su imagen, uno de los 4 que integran la Serie "Pioneros de la Aviación Española".